# کانتا تاناکا
کانتا تاناکا (ژاپنی: 田中 勘太؛ زادهٔ ۳ ژانویهٔ ۱۹۹۸) یک بازیکن فوتبال اهل ژاپن است.
از باشگاه‌هایی که در آن بازی کرده‌است می‌توان به باشگاه فوتبال کاتالر تویاما اشاره کرد.